# 丰依村
丰依村是中国大陆山西省晋中市平遥县的一个村庄，原属净化乡，撤乡并镇后归入宁固镇。现有常住人口一千七百左右，约五百户。其中，张姓、孟姓、刘姓村民较多，另外还有左、杜、武、王、胡、赵等姓氏家族。村子东面紧靠汾河，西面是一条人工干渠，共有耕地四千亩。村民中年轻一代大多在外打工、求学或者在附近的焦化厂、铁厂工作。留守的老一辈，则主要以养猪养鸡等为业，鲜有仍以土地为主业者。